# لیرجت ۲۴
لیرجت ۲۴ (به انگلیسی: Learjet 24) یک هواگرد ساختِ کارخانهٔ لیرجت در کشور ایالات متحده آمریکا است که در سال ۱۹۶۶-۱۹۷۷ ساخته شد. نخستین استفاده‌کنندهٔ این هواگرد کاربر خصوصی بوده‌است. این هواگرد برای نخستین بار در ۲۴ ژانویه ۱۹۶۶ میلادی مورد استفاده قرار گرفت.